# Raúl Orosco
Raúl Orosco Delgadillo (Cochabamba, Bolivia; 25 de marzo de 1979) es un árbitro de fútbol boliviano de categoría FIFA. Se convirtió en árbitro internacional de la FIFA en 2009, y desde entonces, ha sido designado en la Copa Libertadores, Copa Sudamericana, los campeonatos sudamericanos Sub-15 y la clasificación para la Copa Mundial de la FIFA 2014 que se llevaron a cabo en Sudamérica. Fue también designado a la Copa América 2011, que se llevó a cabo en Argentina entre junio y julio de dicho año. Además de La Copa América 2015 realizada en Chile, donde pitó en el encuentro entre Perú vs. Venezuela que terminaría con triunfo peruano por 1-0 (correspondiente a la fase de grupos). Su última participación en la Copa América 2015 fue en el partido por el tercer y 4.º puesto entre Perú y Paraguay.